# Keith Jones (Eishockeyspieler)
Keith Linden Jones (* 8. November 1968 in Brantford, Ontario) ist ein ehemaliger kanadischer Eishockeyspieler und derzeitiger Sportreporter, der während seiner aktiven Karriere zwischen 1988 und 2000 unter anderem 454 Spiele für die Washington Capitals, Colorado Avalanche und Philadelphia Flyers in der National Hockey League auf der Position des rechten Flügelstürmers bestritten hat. Von 2005 bis 2023 war er als NHL-Experte für diverse Fernsehsender tätig, ehe er im Mai 2023 als neuer „President of Hockey Operations“ bei den Philadelphia Flyers vorgestellt wurde.

## Karriere
Jones spielte während seiner Juniorenzeit in den unterklassigen Ligen der Provinz Ontario bei den Paris Mounties und Niagara Falls Canucks. Dennoch wurde er im NHL Entry Draft 1988 in der siebten Runde an 141. Stelle von den Washington Capitals ausgewählt. Trotz seines Alters von fast 20 Jahren wechselte der Angreifer im Herbst 1988 aber noch nicht in den Profibereich, sondern verfolgte ein Studium an der Western Michigan University. Während seiner vier Jahre dort bis 1992 spielte er parallel für das Eishockeyteam der Universität in der Central Collegiate Hockey Association, einer Division der National Collegiate Athletic Association. Dort spielte Jones in den ersten drei Jahren gemeinsam mit Mike Eastwood. In seiner letzten Spielzeit war Jones Topscorer des Teams und wurde ins First All-Star-Team der CCHA berufen.
Noch vor Beendigung der Saison 1991/92 wechselte der inzwischen 23-Jährige in den Profibereich und spielte für die Baltimore Skipjacks. Die Skipjacks waren zu dieser Zeit das Farmteam der Washington Capitals in der American Hockey League. Dort begann Jones auch die Saison 1992/93, wurde aufgrund seiner Leistungen aber alsbald in den NHL-Kader der Capitals beordert. Bis kurz nach dem Start der Spielzeit 1996/97 blieb der Power Forward in der Hauptstadt, doch Verletzungen warfen ihn immer wieder zurück, sodass sich die in ihn gesetzten Hoffnungen der Capitals nicht erfüllten. Am 2. November 1996 wurde Jones gemeinsam mit einem Erstrunden- und Viertrunden-Wahlrecht im NHL Entry Draft 1998 im Austausch für Chris Simon und Curtis Leschyshyn an die Colorado Avalanche abgegeben. Eine langwierige Knieverletzung ließ Jones aber die Spiele ab der zweiten Runde der Stanley-Cup-Play-offs 1997 und große Teile des Spieljahres 1997/98 verpassen. So kehrte er erst zur Saison 1998/99 voll genesen in den Kader der Avalanche zurück, die aber keine Verwendung mehr für den Stürmer hatten. Am 12. November 1998 tauschten sie Jones gegen Shjon Podein von den Philadelphia Flyers ein.
Bei den Flyers fand der Flügelstürmer zu alter Stärke zurück und absolvierte mit 53 Scorerpunkten aus allen Saisonspielen sein erfolgreichstes Jahr. Kurz nach Beginn der Spielzeit 2000/01 musste Jones seine Karriere beenden. Am 21. November 2000 gab er seinen offiziellen Rücktritt vom aktiven Sport bekannt.
Von 2005 an arbeitete Jones als NHL-Experte, unter anderem für die Fernsehsender Versus, TSN und Comcast SportsNet.
Im Mai 2023 wurde er dann als neuer „President of Hockey Operations“ bei seinem alten Arbeitgeber vorgestellt, den Philadelphia Flyers.

## Erfolge und Auszeichnungen
- 1992 CCHA First All-Star-Team

## Karrierestatistik
(Legende zur Spielerstatistik: Sp oder GP = absolvierte Spiele; T oder G = erzielte Tore; V oder A = erzielte Assists; Pkt oder Pts = erzielte Scorerpunkte; SM oder PIM = erhaltene Strafminuten; +/− = Plus/Minus-Bilanz; PP = erzielte Überzahltore; SH = erzielte Unterzahltore; GW = erzielte Siegtore; 1 Play-downs/Relegation; Kursiv: Statistik nicht vollständig)